# Coleus

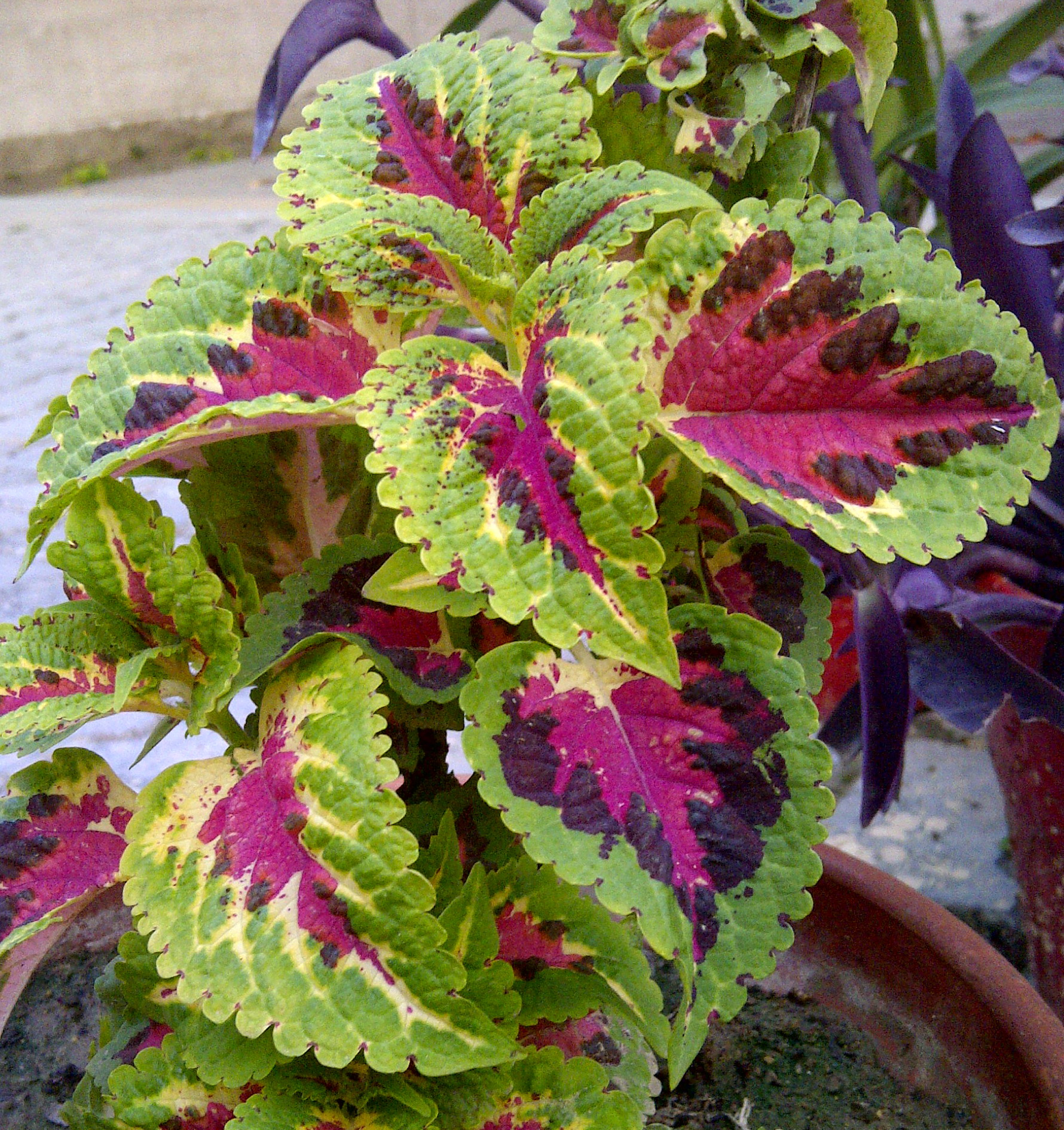
Coleus híbrido.

Coleus (ou cóleus) é a designação comercial e o nome comum de um conjunto de espécies da família Lamiaceae utilizadas como plantas ornamentais. A designação correspondia ao nome genérico do antigo género Coleus Lour., 1790, um  género da família Lamiaceae que as classificações mais recentes não reconhecem como válido.

## Sinonímia
As espécies que eram incluídas em Coleus foram repartidas pelos géneros Plectranthus e Solenostemon. Dado que a espécie tipo do antigo género Coleus, Coleus amboinicus (hoje Plectranthus amboinicus) foi colocada no género Plectranthus, Coleus é presentemente considerado um sinónimo taxonómico de Plectranthus.
O termo "coleus" (ou "cóleus") é actualmente frequentemente utilizado como um nome comum para algumas das espécies anteriormente integradas no extinto género Coleus que são cultivadas e comercializadas como plantas ornamentais, particularmente Coleus blumei (hoje Plectranthus scutellarioides), espécie muito popular pela sua folhagem brilhantemente colorida.
A lista que se segue apresenta a equivalência entre os nomes científicos tradicionalmente utilizados e a corrente estruturação do género Plectranthus:
- Coleus blumei = Coleus scutellarioides = Plectranthus scutellarioides = Solenostemon scutellarioides
- Coleus amboinicus = Plectranthus amboinicus
- Coleus barbatus = Plectranthus barbatus
- Coleus caninus = Plectranthus caninus
- Coleus edulis = Plectranthus edulis
- Coleus esculentus = Plectranthus esculentus
- Coleus forskohlii = Plectranthus barbatus
- Coleus rotundifolius = Plectranthus rotundifolius

## Galeria

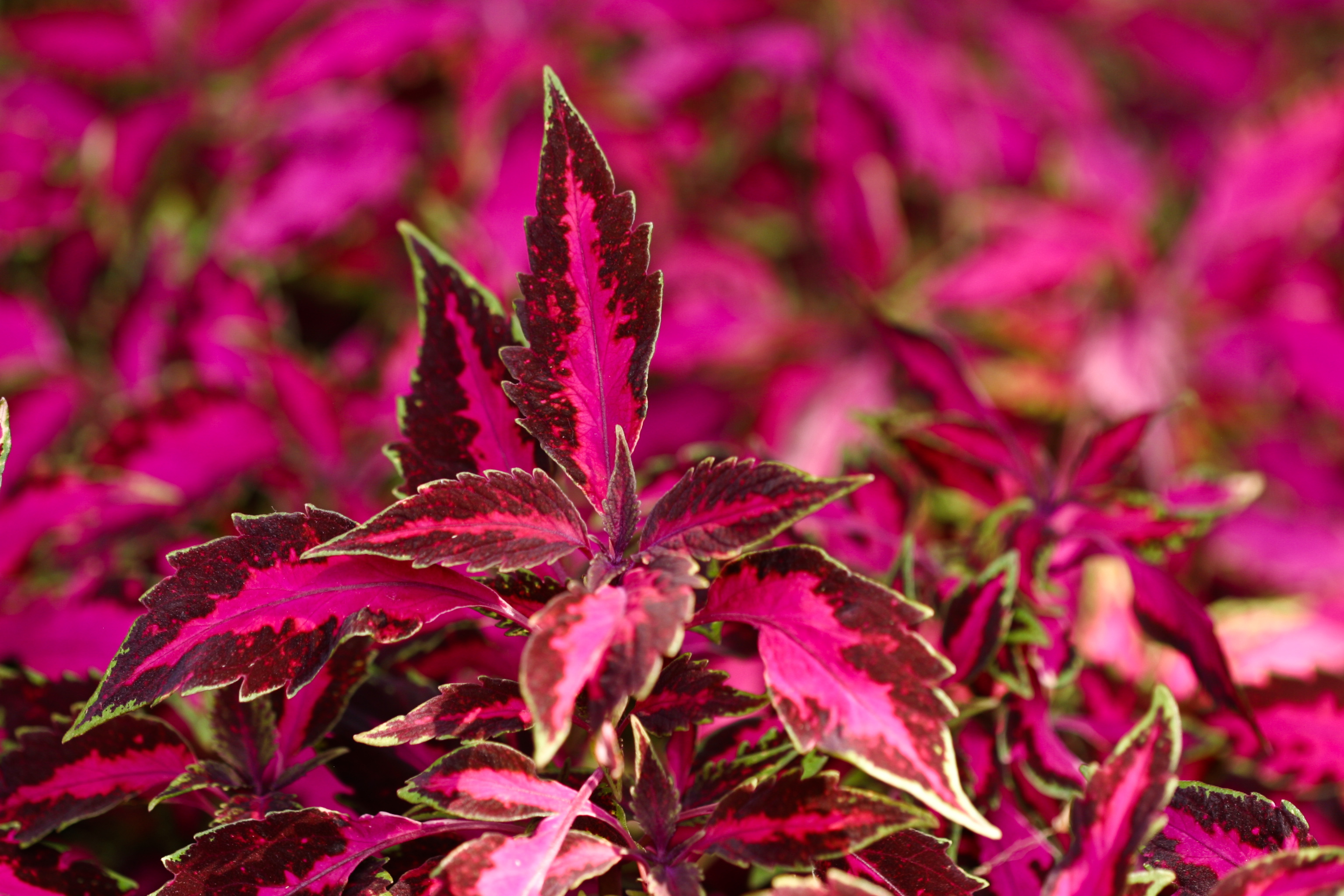
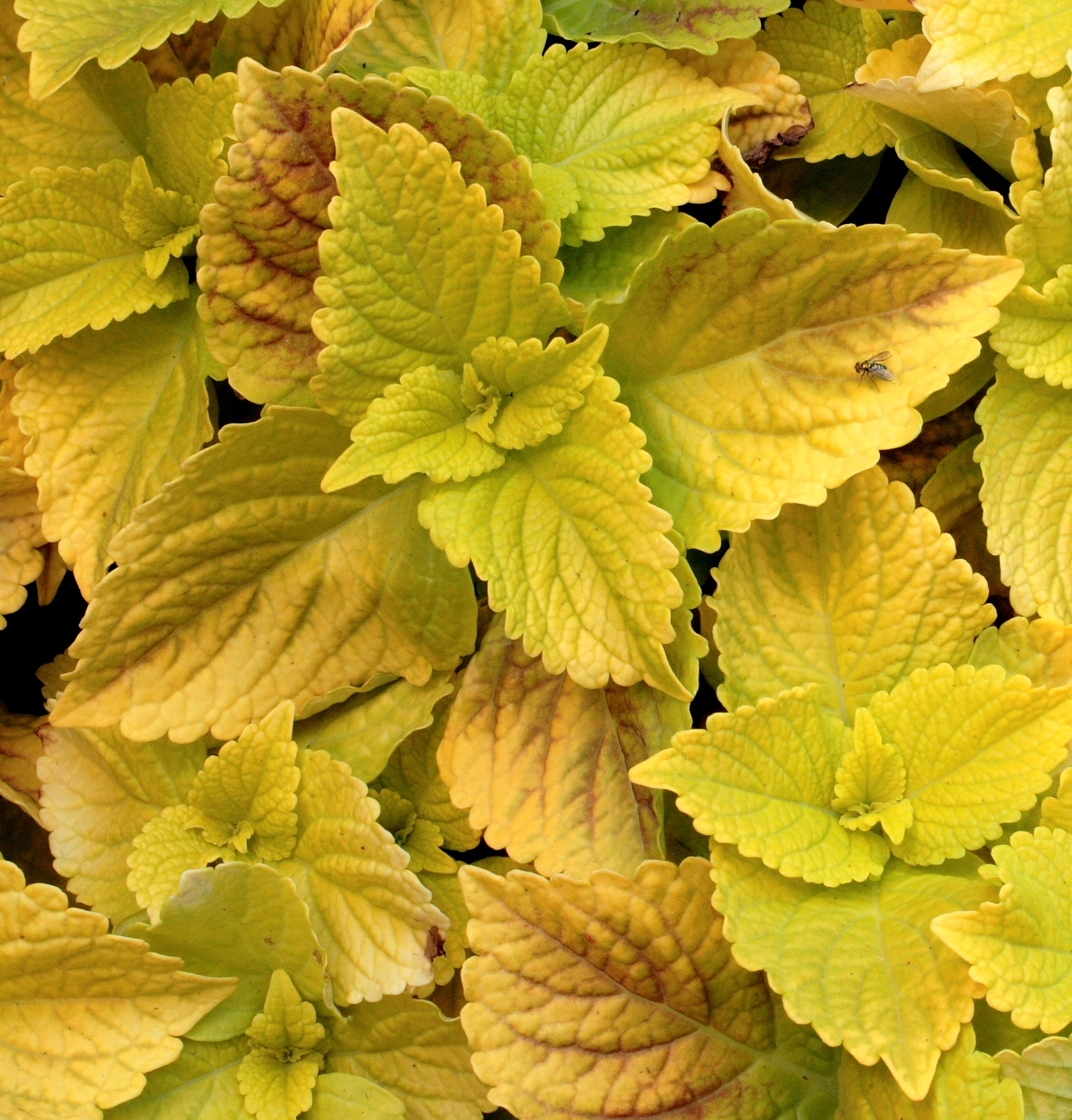
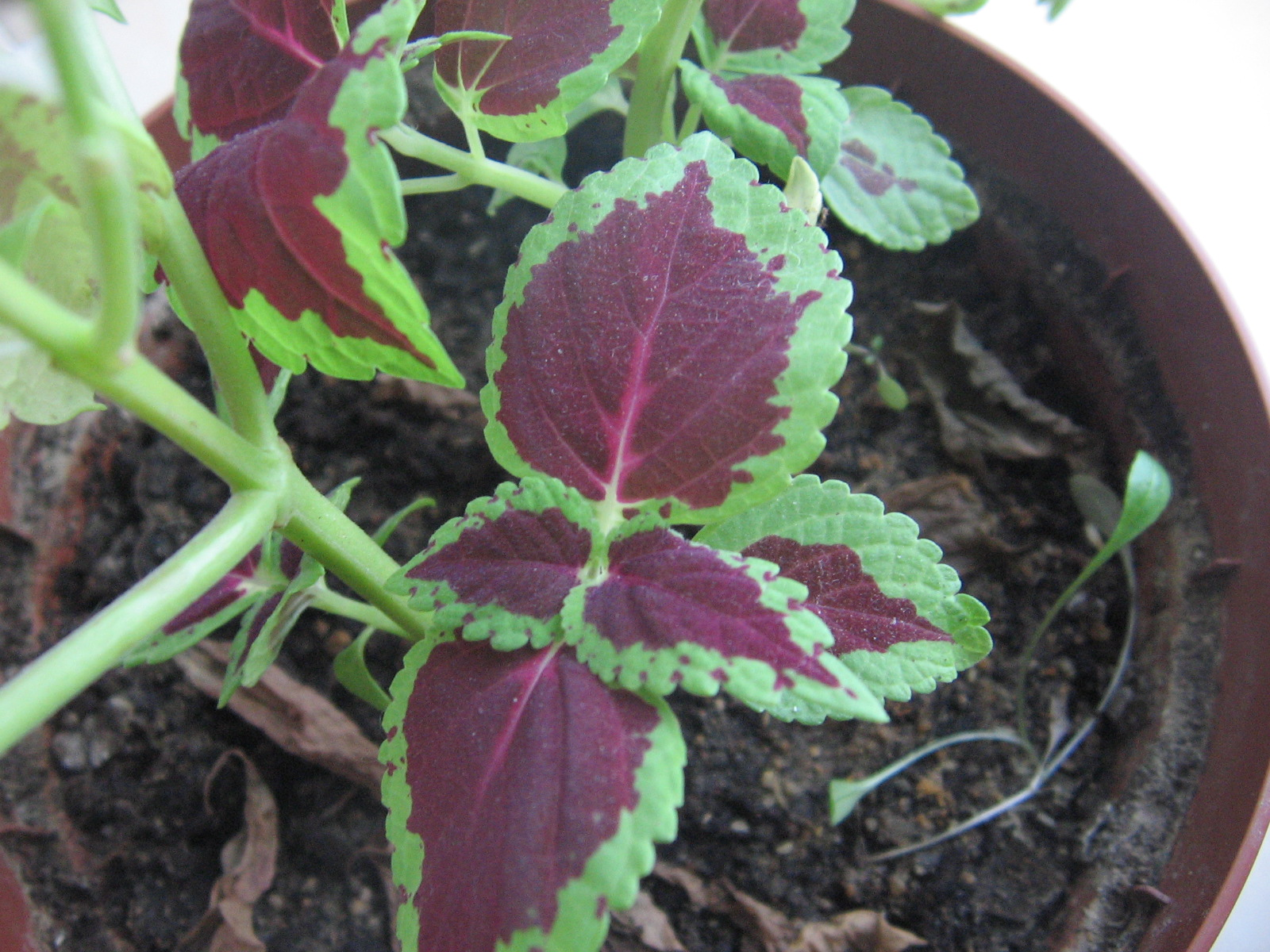
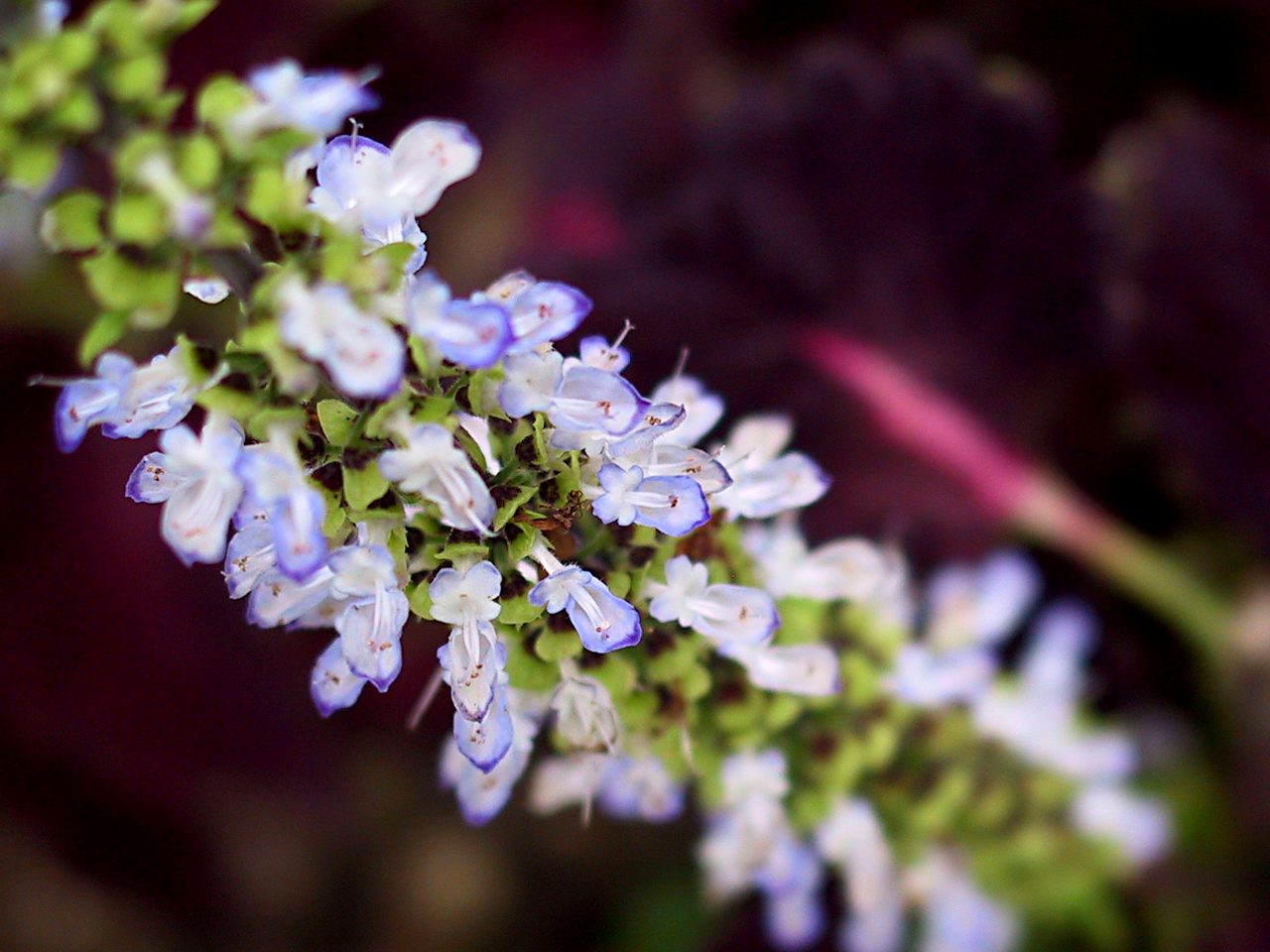
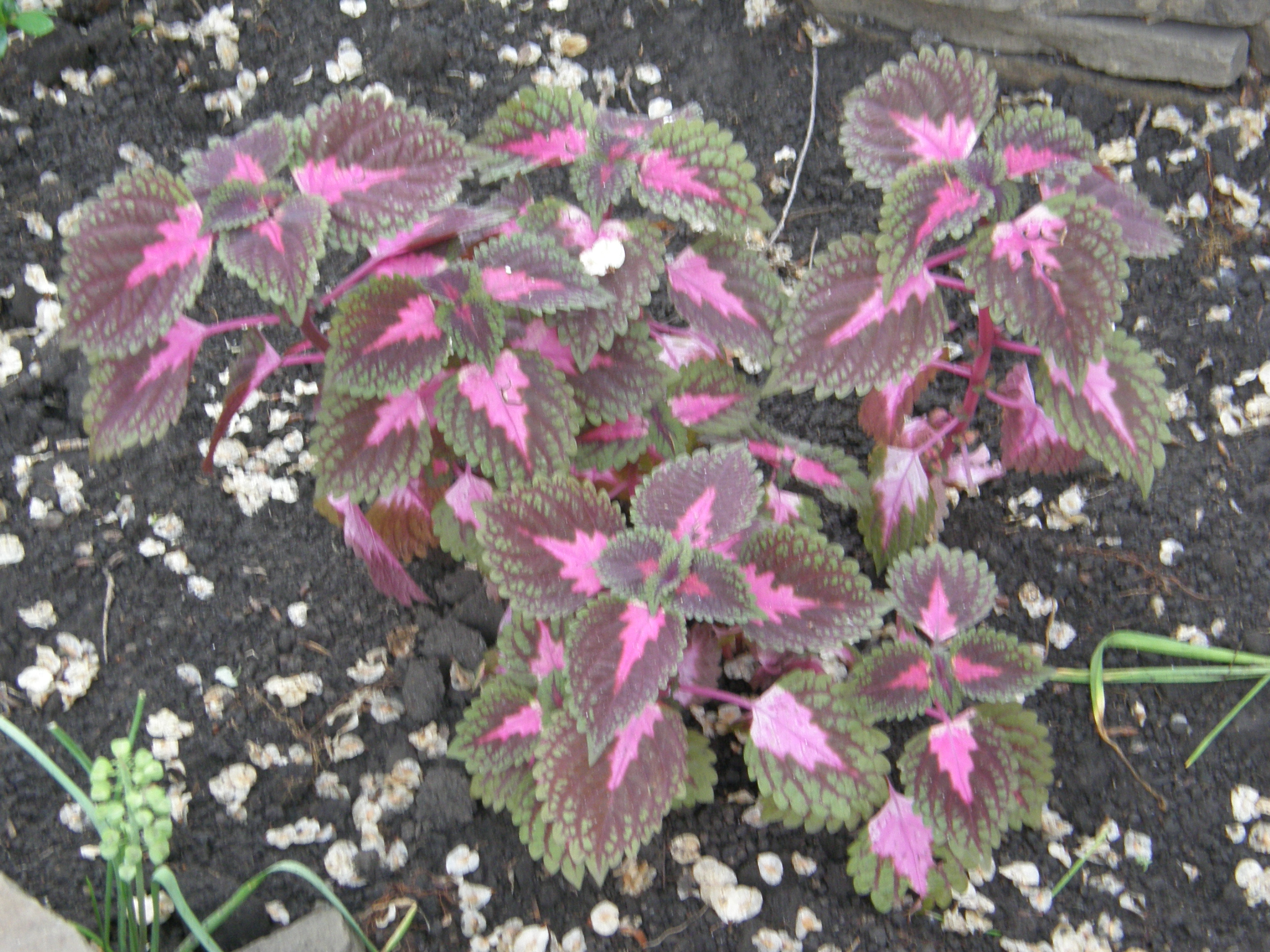
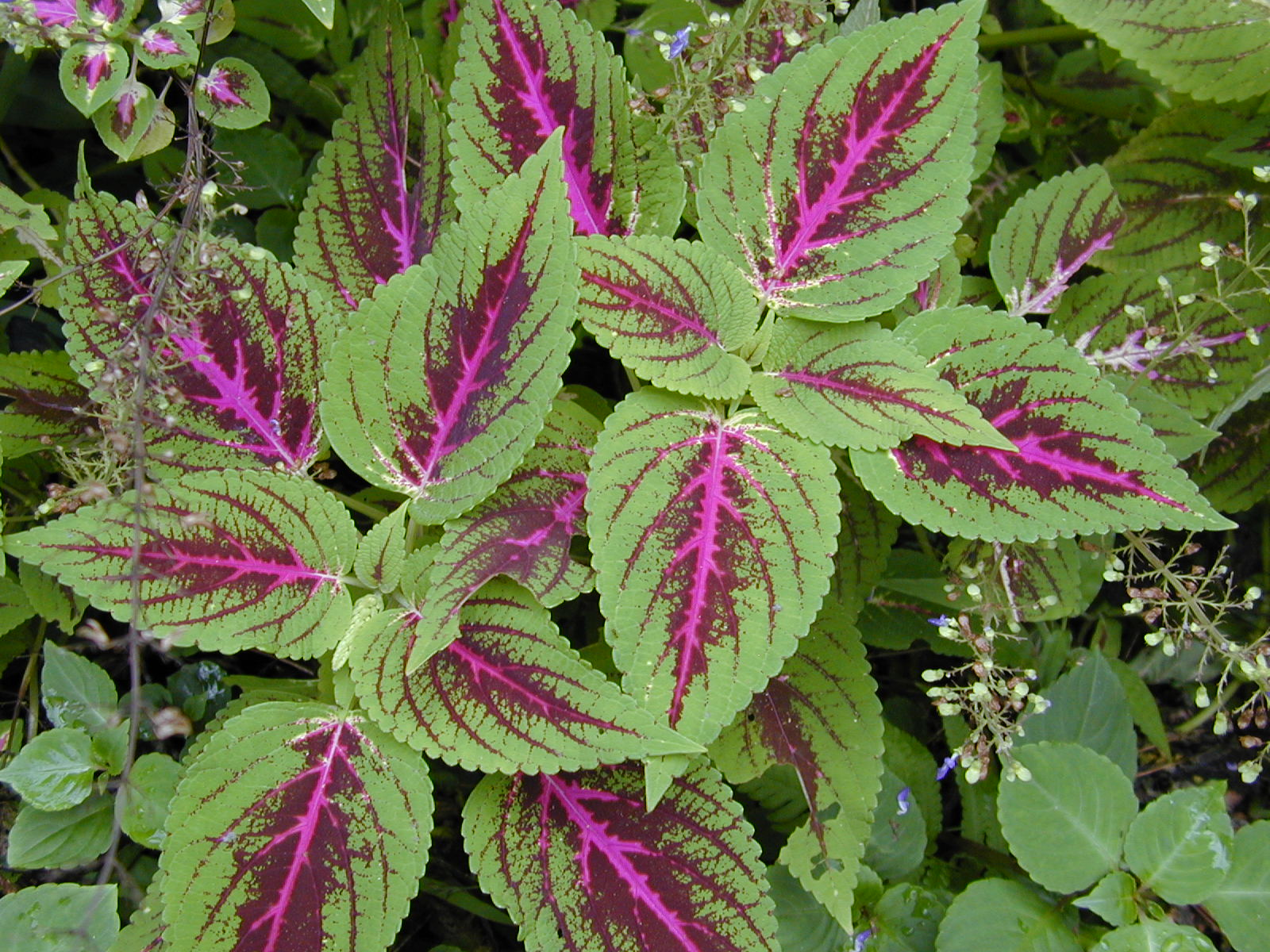
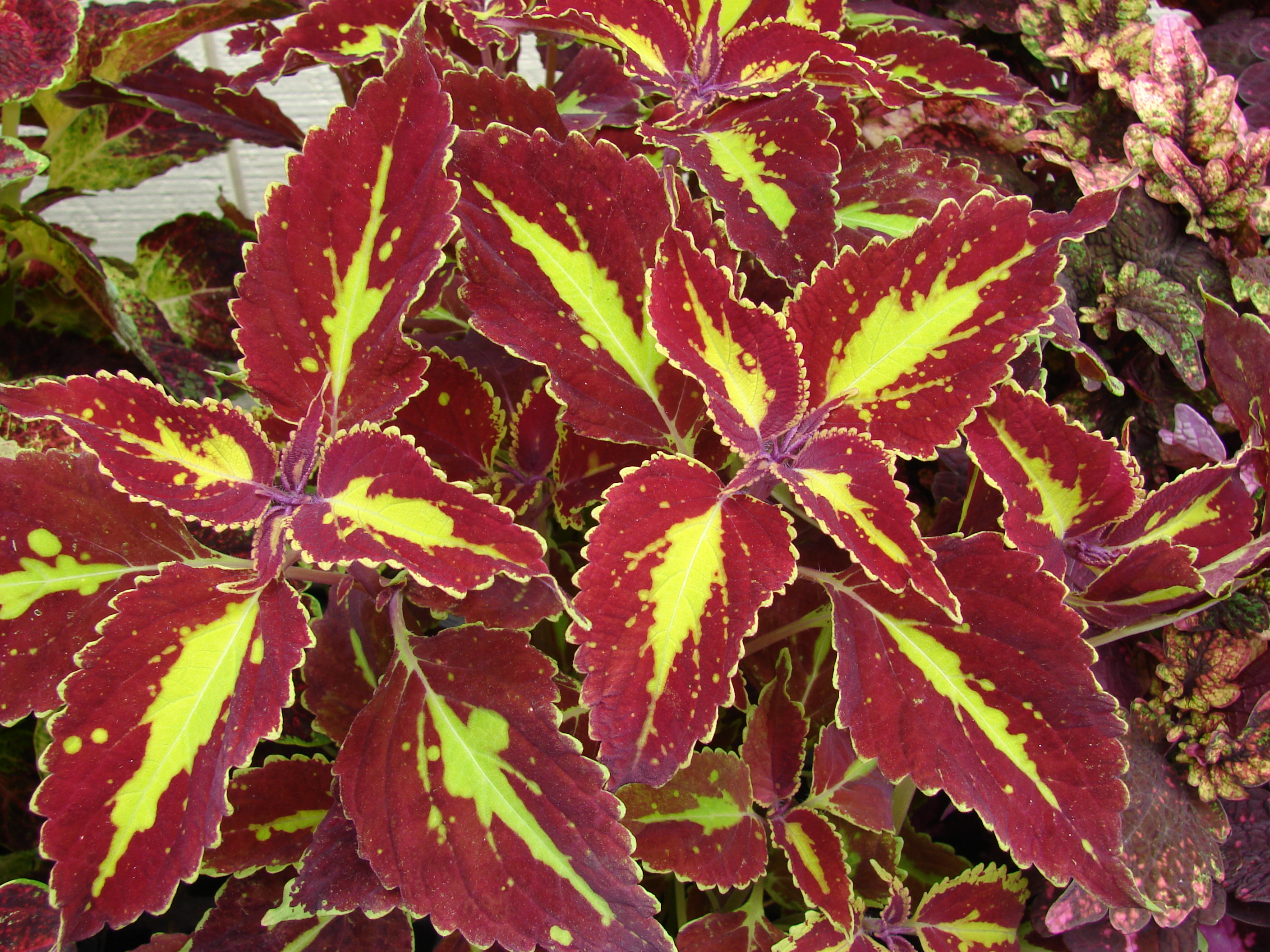
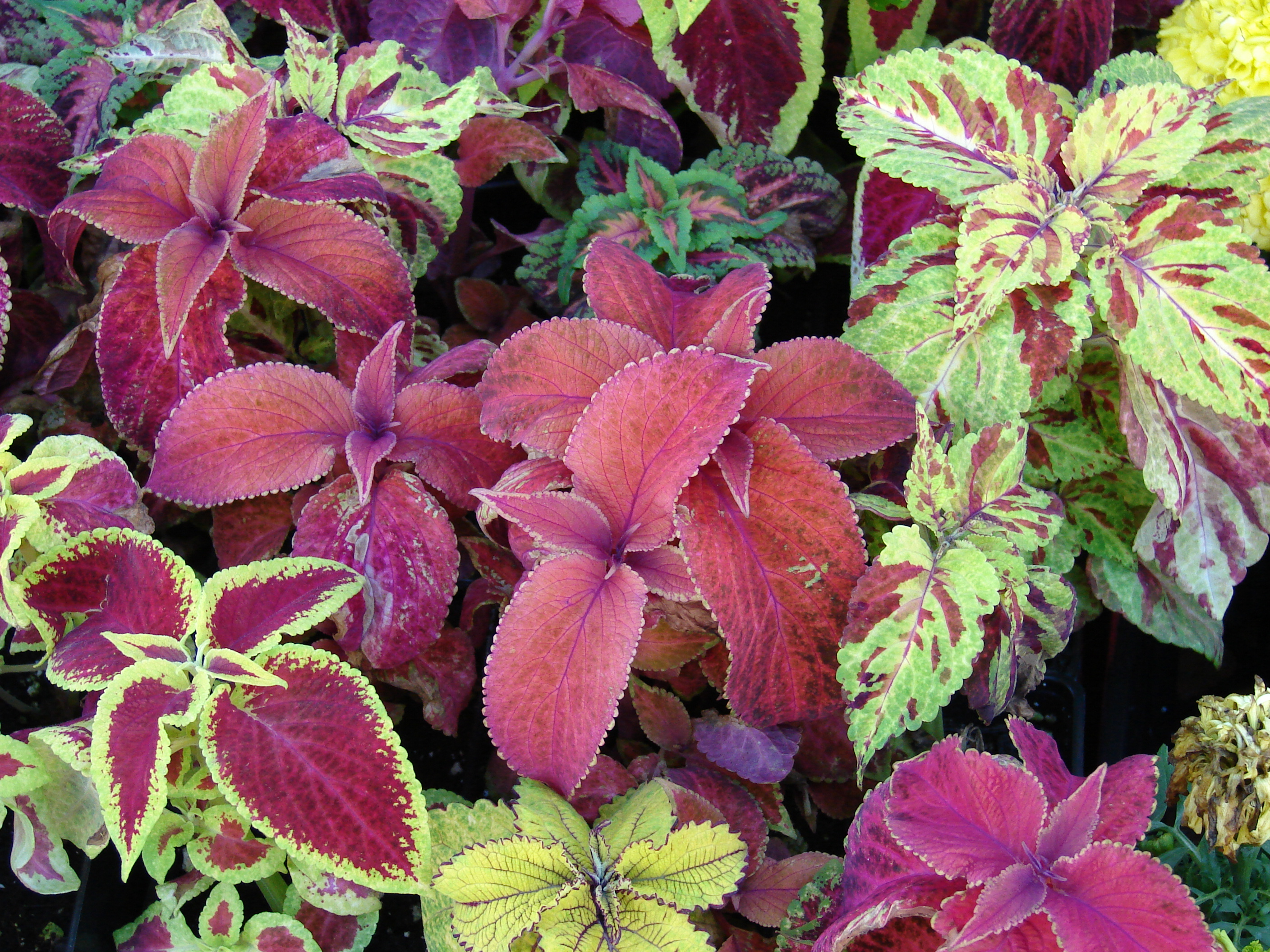
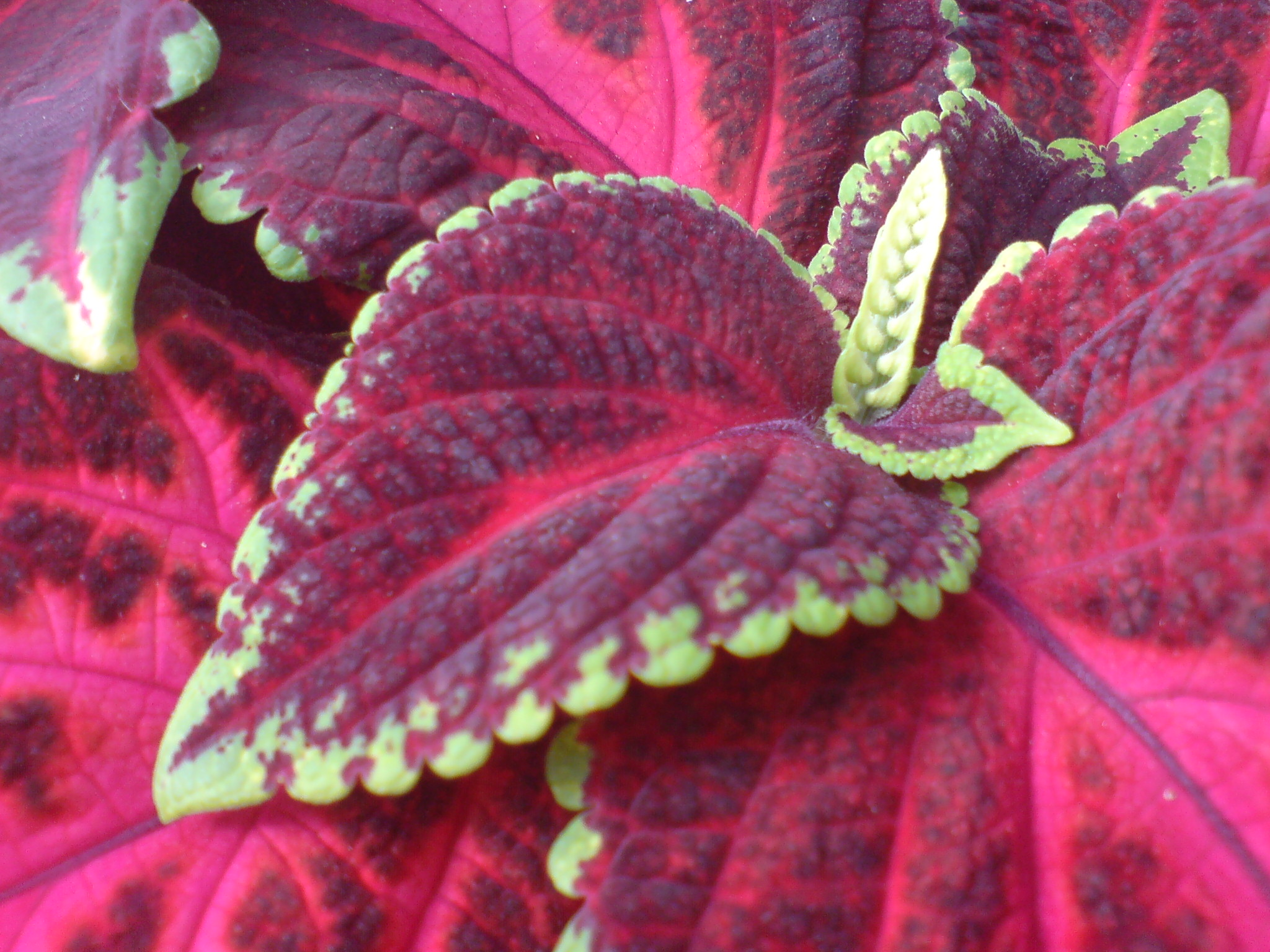
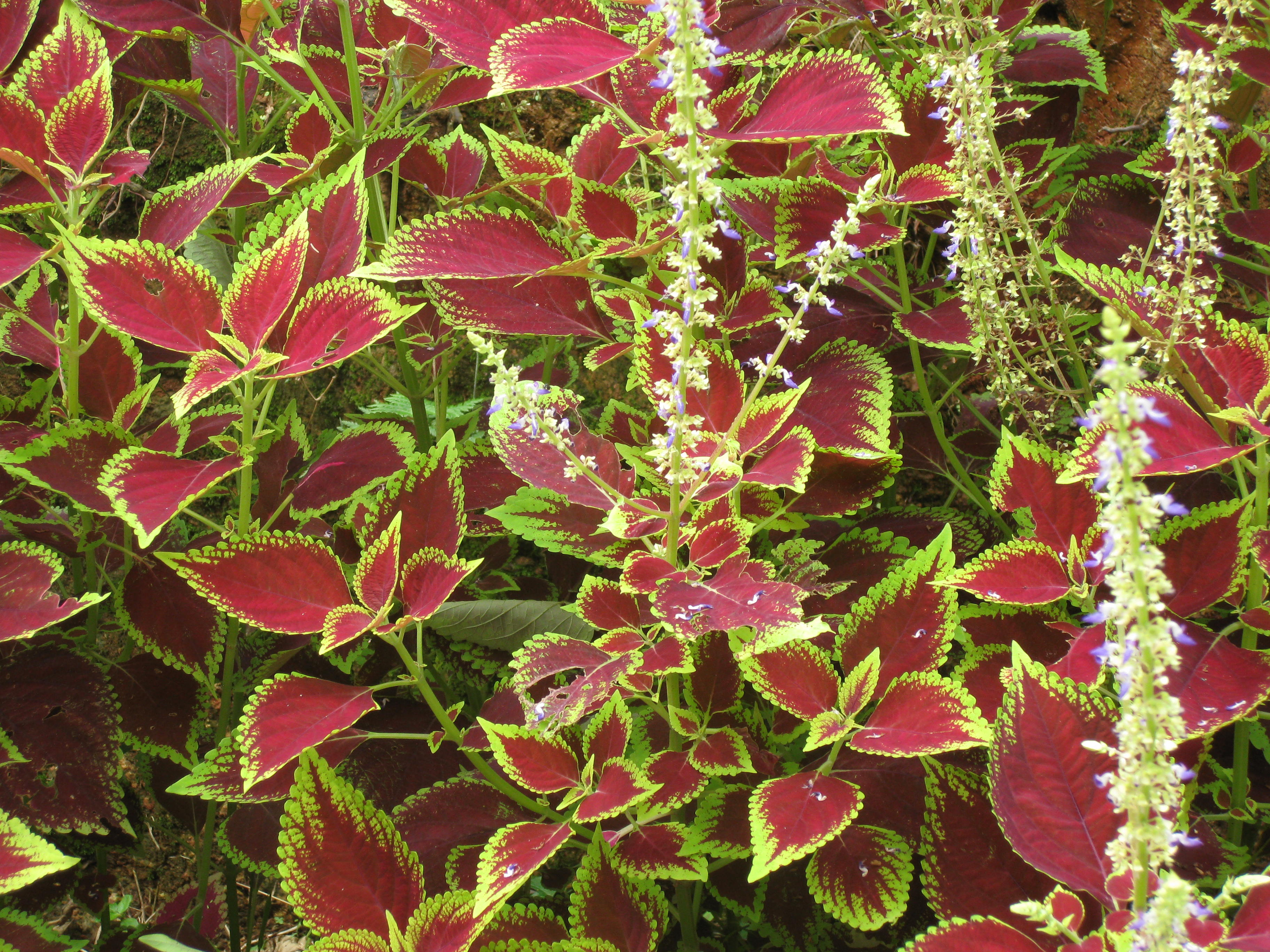